# Бернар (Вандеја)
Бернар (фр. Bernard) насеље је и општина у западној Француској у региону Лоара, у департману Вандеја која припада префектури Les Sables d'Olonne.
По подацима из 2011. године у општини је живело 1.120 становника, а густина насељености је износила 40,92 становника/km². Општина се простире на површини од 27,37 km². Налази се на средњој надморској висини од 26 метара (максималној 55 m, а минималној 2 m).

## Демографија
| 1962. | 1968. | 1975. | 1982. | 1990. | 1999. | 2011. |
| ----- | ----- | ----- | ----- | ----- | ----- | ----- |
| 576   | 656   | 561   | 574   | 591   | 623   | 1.120 |

График промене броја становника у току последњих година